# Chaméane
Chaméane foi uma comuna francesa na região administrativa de Auvérnia-Ródano-Alpes, no departamento Puy-de-Dôme. Estendia-se por uma área de 11,31 km². Em 2010 a comuna tinha 146 habitantes (densidade: 12,9 hab./km²).
Em 1 de janeiro de 2019, passou a formar parte da nova comuna de Le Vernet-Chaméane.